# Pentadesma
Pentadesma es un género  de plantas con flor en la familia Clusiaceae.

## Taxonomía
El género fue descrito por Joseph Sabine y publicado en Trans. Hort. Soc. London 5: 457. 1824. La especie tipo es: Pentadesma butyracea Sabine		

## Especies seleccionadas
- Pentadesma butyracea Sabine
- Pentadesma devredii Spirlet
- Pentadesma exelliana Staner
- Pentadesma grandifolia Baker f.
- Pentadesma kerstingii Engl.